# Spjutstorp
Spjutstorp est une localité suédoise située dans la commune de Tomelilla en Scanie.
Sa population était de 396 habitants en 2019.